# Louisa (Kentucky)
Louisa è un comune degli Stati Uniti d'America, situato nello Stato del Kentucky, nella contea di Lawrence, della quale è il capoluogo.
Qui nacque il giurista e politico Frederick Moore Vinson.